# Maud Allan
Maud Allan, nata Beulah Maude Durrant (Toronto, 27 agosto 1873 – Los Angeles, 7 ottobre 1956), è stata una danzatrice, pianista e attrice canadese naturalizzata statunitense.

## Filmografia
- Misteri dell'oriente (The Rug Maker's Daughter), regia di Oscar Apfel (1915)

## Teatro
- Vision of Salomé (1906)